# Милутин Дапчевић
Милутин Дапчевић (Котор, 15. октобар 1972) српски је глумац.

## Улоге
| Год.   | Назив                 | Улога  |
| ------ | --------------------- | ------ |
| 1990-е |                       |        |
| 1991.  | Брод плови за Шангај  |        |
| 1992.  | Тито и ја             | Кенгур |
| 1993.  | Броз и ја (ТВ серија) | Кенгур |
| 2020-е |                       |        |
| 2023.  | Изолација             | Миња   |